# Paraskevi Kantza
Paraskevi Kantza (griechisch Παρασκευή Καντζά; * 8. August 1976 in Agrinio) ist eine griechische Para-Sportlerin, die sich erst auf den Sprint und den Weitsprung spezialisierte, später in ihrer Karriere auch an Wettbewerben des Radfahrens teilnahm sowie bei mehreren Paralympischen Sommerspielen Griechenland vertrat.

## Leben und Karriere
Paraskevi Kantza wurde mit einem eingeschränkten Sehvermögen geboren. Sie begann aus gesundheitlichen Gründen Sport zu treiben und interessierte sich besonders für Leichtathletik. Sie trainierte stets mit einer Begleitperson.
1997 nahm sie an den Para-Leichtathletik-Europameisterschaften in drei Disziplinen der Kategorie T11 teil. Im Weitsprung gelangte sie auf Platz neun, im 200-Meter-Lauf auf Platz sieben und im 100-Meter-Lauf auf Platz sechs. Zwei Jahre später trat sie wieder bei den Para-Leichtathletik-Europameisterschaften an und belegte beim Weitsprung und beim 200-Meter-Lauf jeweils Platz sieben, während sie im 100-Meter-Lauf auf Platz neun kam. Ihre erste europäische Medaille gewann sie 2003 im Lauf über 100 Meter der Kategorie T11, wo sie auf den dritten Platz kam. Im nächsten Jahr konnte sie ihre guten Leistungen auch bei den Paralympischen Sommerspielen in Athen 2004 unter Beweis stellen und gewann über 100 Meter der Kategorie T11 in ihrem Heimatland die olympische Bronzemedaille mit einer Zeit von 13:33 Sekunden hinter der Russin Elena Frovola und der Chinesin Chunmiao Wu. Im 200-Meter-Lauf verpasste sie im Finale mit 27:29 Sekunden eine Medaille und kam auf den vierten Platz.
Vor den Olympischen Sommerspielen 2008 in Beijing wurde sie ausgewählt, als Fackelträgerin das olympische Feuer durch das griechische Amfilochia zu tragen. Kurze Zeit später kam sie bei den Paralympischen Sommerspielen 2008 im 200-Meter-Lauf ins B-Finale, das sie mit 26:87 Sekunden als Erste abschloss. Auch im 100-Meter-Lauf startete sie beim B-Finale, das sie mit 13:20 Sekunden als Dritte abschloss.
Ihren nächsten großen Erfolg feierte Paraskevi Kantza bei den Para-Leichtathletik-Weltmeisterschaften 2011 in Christchurch, als sie im Weitsprung in der Kategorie F11 eine Silbermedaille mit einem Sprung über 3,91 Metern gewann. 2013 konnte sie diesen Erfolg in Lyon wiederholen. Ihr Sprung betrug 4,28 Meter.
Sie nahm auch an den Paralympischen Sommerspielen 2012 in London teil, kam im Weitsprung der Kategorie T11 auf Platz acht und beim 200-Meter-Lauf nicht über die erste Runde hinaus. Vier Jahre später startete Paraskevi Kantza bei den Paralympischen Sommerspielen von Rio beim Radfahren, wo sie mit der Pilotin Vasiliki Voutzali an den Start ging und sowohl beim Straßenrennen als auch auf der Bahn antrat. Im Straßenrennen B belegte sie mit 2:43:00 Stunden den sechzehnten Platz und im Einzelfahrtrennen B mit 50:36,79 Minuten den siebzehnten Platz. Auf der Bahn schied sie in 3000-Meter-Einerverfolger B vor dem Finale aus, während sie im 1000-Meter-Einerverfolger B mit 1:23, 748 Minuten den vierzehnten Platz belegen konnte. Ihr Trainer war Kyprianos Panikos.
Sie ist Angestellte bei der Griechischen Nationalbank (Εθνική Τράπεζα της Ελλάδος).